# Безвірник (альбом Burshtyn)
«Безвірник» — другий альбом «Burshtyn» випущений у листопаді 2017 року на власному лейблі.

## Композиції
| Інформація про композиції | Інформація про композиції                   | Інформація про композиції |
| #                         | Назва                                       | Тривалість                |
| ------------------------- | ------------------------------------------- | ------------------------- |
| 1.                        | «5000 Вердену»                              | 08:52                     |
| 2.                        | «Коловорот»                                 | 06:48                     |
| 3.                        | «Янтарний сокіл волі»                       | 07:39                     |
| 4.                        | «Хрест іспокон»                             | 06:30                     |
| 5.                        | «Про Мазепу і Палія» (інструментальна дума) | 10:41                     |
| 6.                        | «Тризуб мій стяг, тризуб мій горн»          | 12:28                     |
| 52:58                     |                                             |                           |

## Склад на момент запису

### Burshtyn
- І. З. В. Е. Р. Г. (Ungern, екс Dub Buk) — бас, вокал
- Master Alafern (Триглав, екс Svarga, сесійний Dub Buk) — гітара, клавішні
- Всесвіт (екс Dub Buk, сесійний Hate Forest) — ударні[1]